# Thomas Kellner

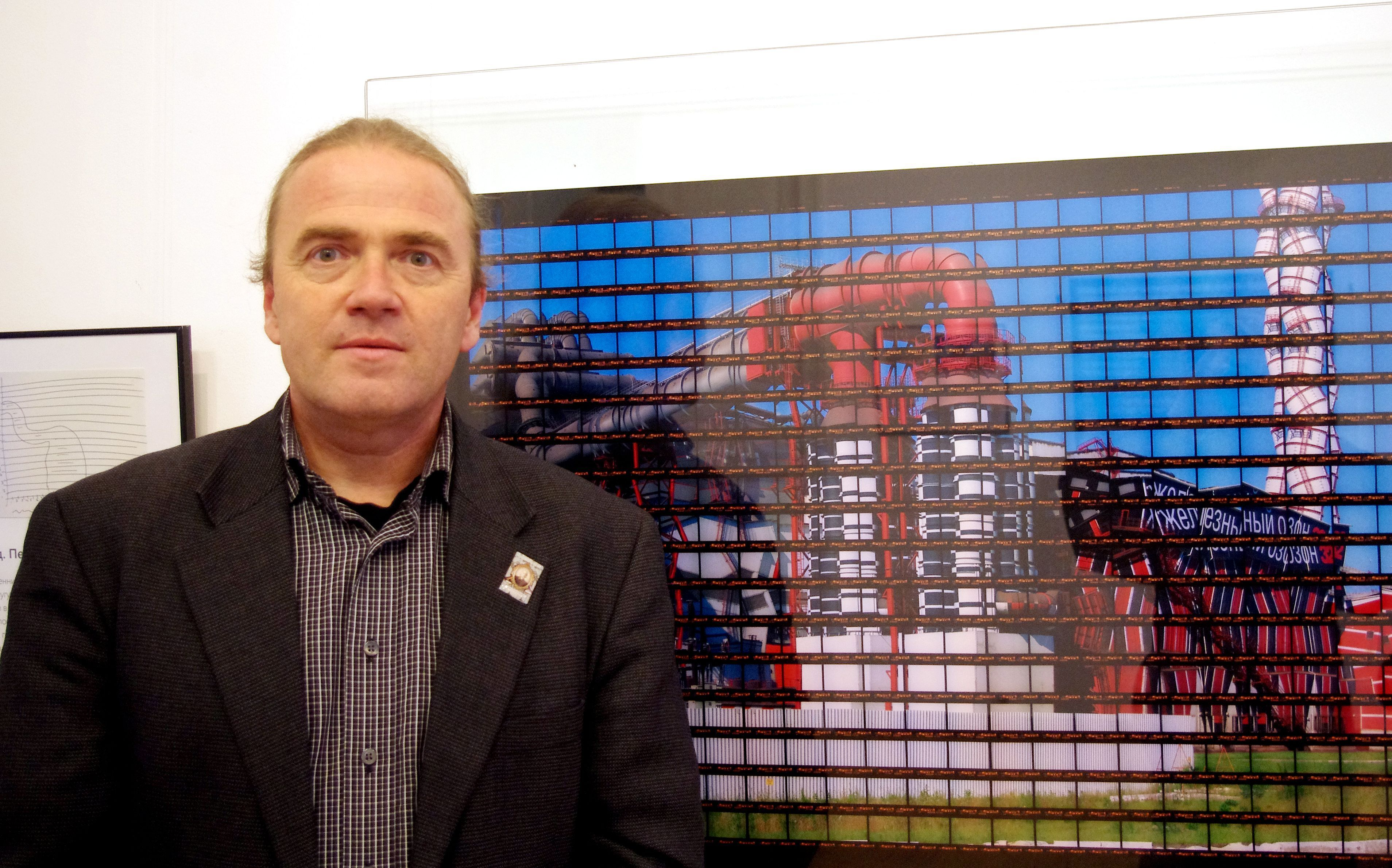
Thomas Kellner (Selbstporträt)
2013 vor einem Foto aus seiner Serie Genius Loci – Zwei Siegener im Zarenland. Es zeigt die Stahlröhrenfabrik Pervouralsk.

Thomas Kellner (* 28. Mai 1966 in Bonn) ist ein deutscher Fotograf, Dozent und Kurator. Er wurde vor allem durch seine großformatigen Fotos von berühmten Baudenkmälern bekannt, die durch viele Einzelbilder und eine verschobene Kameraperspektive wie „Foto-Mosaiken“ wirken.

## Leben
Von 1989 bis 1996 studierte Kellner an der Universität Siegen Kunst- und Sozialwissenschaften auf Lehramt. Am Lehrstuhl von Jürgen Königs entwickelte sich damals im Fachbereich Kunst der Universität Siegen eine regelrechte „Schule der Lochkamerafotografie“, Kellner beschäftigte sich daher intensiv mit den Möglichkeiten und Grenzen dieser Technik. Parallel dazu experimentierte er mit anderen Verfahren der Fotografie wie den Salzpapierabzügen und der Cyanotypie. Auch arbeitete er mit verschiedenen Edeldruckverfahren wie der Silbergelatine und dem Gummidruck. 1996 erhielt Kellner den Kodak Nachwuchs Förderpreis. 2003 und 2004 war er Gastprofessor für das Thema Künstlerische Fotografie an der Justus-Liebig-Universität Gießen. 2012 hatte er einen Lehrauftrag für Fotografie an der Universität Paderborn inne.
2004 initiierte er in seiner Heimatstadt das Projekt Photographers:Network, eine jährliche, von ihm kuratierte Ausstellung mit wechselnden Themen und internationalen Künstlern. 2013 fand mit der zehnten Ausstellung in seinem Atelier in Siegen die letzte Ausstellung des Netzwerks statt. Für die Ausstellung hatte er Arbeiten von 18 Künstlern ausgewählt, die aus sieben Ländern und drei Kontinenten stammen. Ab 2005 reiste der Künstler mehrfach nach Brasilien, um dort im Rahmen seines Auftrags zur Repräsentation von Baudenkmälern in Brasilia zu fotografieren. 2010 wurden die Fotos anlässlich von 50 Jahren Brasilia in Brasilia gezeigt. 2006 unternahm Thomas Kellner ausgedehnte Reisen in die USA, Lateinamerika, Syrien und China, wo er bekannte Baudenkmäler wie die Golden Gate Bridge, das Boston Athenaeum und die Chinesische Mauer in seiner speziellen Technik fotografierte.
2010 gestaltete er zusammen mit Schülern der Gesamtschule Gießen-Ost ein Fotoprojekt, das den Fernmeldebunker in Gießen zum Thema hatte. Das Projekt wurde von der Stadt Gießen im Rahmen des Wettbewerbes Stadt der jungen Forscher finanziell unterstützt. Schwerpunkt bei der fotografisch-künstlerischen Erarbeitung des Bunkers durch die Schüler war es, die Methodik Kellners, Bauwerke zu dekonstruieren und in seinen Fotos wieder zu rekonstruieren, „als Verfahren aufzunehmen und auf die Gegebenheiten vor Ort zu transformieren“. Hierfür wurden in Zusammenarbeit mit den Schülern Kategorien zur Arbeit mit und an den einzelnen Bauteilen entwickelt und Themenbereiche formuliert. Anschließend fotografierten die Schüler die einzelnen Bereiche mit der Kamera. Die so entstandenen Fotos wurden zu Collagen und Powerpoint-Präsentationen zusammengestellt: „Durch die Segmentierung und anschließende Neukombination der unterschiedlichen Perspektiven entstand ein umfassendes und neues, aber auch kritisches Bild von der ehemaligen Bunkeranlage und vom heutigen Sitz des Musik- und Kunstvereins.[…] Die ästhetische Auseinandersetzung mit dem Nationalsozialismus an einem Ort, der selbst ein kulturhistorisches Zeugnis ist, empfanden die Schülerinnen und Schüler als eindringlich und bewegend.“
2012 reiste Thomas Kellner im Auftrag der RWE nach Russland, um dort in Jekaterinburg und Perm Industriearchitektur zu fotografieren (Genius Loci). Beide Städte wurden von dem Siegener Georg Wilhelm Henning gegründet. Henning wurde im 18. Jahrhundert  aufgrund seiner Fachkenntnisse von Peter dem Großen eingeladen, die Wirtschaft im Ural voranzutreiben und den Bergbau in der Region zu fördern. Die von ihm gegründeten Fabriken verarbeiteten Stahl und Metall. Kellner fotografierte nicht nur vor Ort in Russland, sondern parallel im Siegener Umland, um die Verbindung beider Regionen in der Verarbeitung von Stahl und Metall fotografisch festzuhalten.
Seit 2004 ist Thomas Kellner Mitglied der Deutschen Gesellschaft für Photographie. Er lebt und arbeitet in Siegen.

## Fotografische Technik
Thomas Kellner arbeitet mit einer Spiegelreflexkamera und verwendet 35-mm-Film-Kleinbildrollen. Jedes Bild hat eine Abmessung von 24 × 36 Millimeter. Jede Rolle eines Films besteht aus 36 Einzelbildern. Um den Film zu transportieren, sind jeweils oben und unten Perforationen angebracht, auf denen sowohl die Art des verwendeten Films als auch die Nummer der jeweiligen Aufnahme notiert sind.
Nach der Entwicklung des Films zerschneidet Kellner diesen in gleich lange Streifen und setzt sie zu einem großen Negativ zusammen. Davon wird dann der Kontaktbogen angefertigt, auf dem weiterhin die Metainformationen über den Film und die jeweilige Nummer der Aufnahme sichtbar sind.
Normalerweise verwenden Fotografen den Kontaktbogen dazu, um eine Auswahl der fotografierten Einzelbildern zu treffen, die dann vergrößert werden. Er wird in der Regel nie in den fertigen Fotografien angezeigt. Das Material als Träger der Bildinformation bleibt unsichtbar. Kellner dagegen nutzt die Informationen, die auf dem Film sichtbar sind, auch in seinen fertigen Fotografien. Sie trennen zum einen die Einzelbilder voneinander und erzeugen so eine Rhythmisierung und Struktur des fotografierten Objekts, zum anderen machen sie in der fertigen Fotografie auch den Arbeitsprozess des Künstlers für den Betrachter nachvollziehbar: „Die Materialität in der Fotografie wird recht selten behandelt, im Unterschied zu allen anderen Genres in der Malerei, in Bildhauerei, in der Grafik, etc. Immer diskutieren wir heute den Duktus, das gewählte Material an sich, wie die Pigmente, die Leinwand, den Stein, etc. In der Fotografie, die stark medialisiert ist, tendieren alle immer dazu, nur das Fenster der Renaissance zu betrachten, den abgebildeten Gegenstand, maximal die Komposition oder die Autorenschaft dahinter. Seltenst wird über das gewählte Fotopapier, seine Oberfläche, seine Pigmente oder sein Korn, bzw. Bedeutung der Pixel verhandelt. Dies wäre allerdings mit Rücksicht der Einbeziehung der Fotografie in die Kunst nach zeitgenössischen Kriterien längst notwendig. […] Das gewählte Material, der Duktus des fotografischen Prozesses sollte mit zur Entscheidung des Autors gehören und zur Bildaussage unabdingbar hinzugehören.“
Wenn Kellner sich ein Projekt vornimmt, fertigt er vorher Skizzen an, indem er das zu fotografierende Objekt dafür in quadratische Abschnitte einteilt und sich die geplanten Kameraeinstellungen für jeden Abschnitt notiert. Beim tatsächlichen Fotografieren des Objekts können dann zwischen dem ersten und dem letzten Bild einer Rolle mehrere Stunden liegen, da Kellner chronologisch nacheinander weg fotografiert.
Während er früher tatsächlich nur mit einer einzigen Filmrolle arbeitete – das fertige Foto bestand dann nur aus 36 einzelnen Kleinbildern – verwendet er nun bis zu 60 Filmrollen. Für seine Aufnahme des Grand Canyon entstanden so 2160 Einzelbilder und damit auch 2160 verschiedene Ansichten des Naturwunders, die er anschließend zu einem einzigen Foto mit einer Länge von 5 Metern montierte.

## Wirkung der Aufnahmen
Das erste Foto, das Kellner mit dieser Technik schuf, war ein Abbild des Eiffelturms (1997), das er als Hommage an den kubistischen Künstler Robert Delaunay konzipierte. Delauney war sehr fasziniert von dem damals höchsten Bauwerk der Welt und widmete seiner Darstellung einen Großteil seines Werkes. Kellner griff die typisch kubistische „Mehransichtigkeit“  der Objekte auf und entwickelte sie zum zentralen Gestaltungselement seiner Fotos. Die – gegenüber der Zentralperspektive – verschobene Perspektive der Einzelaufnahmen bewirkt in der Montage zur letztendlichen Gesamtaufnahme den Eindruck von Bewegung der eigentlich unbeweglichen Architekturikonen: “The viewer thinks that by dismantling a building into individual pieces of an image and by tilting the camera several times the most famous sites in the world – from the Eiffel Tower to the Brooklyn Bridge – begin to rock, to sway, even to dance. Architecture is turned upside down.” (Deutsch: „Da meint man, durch sein Zerlegen der Gebäude in einzelne Bildsplitter und durch mehrfaches Kippen der Kamera begännen die berühmtesten Sehenswürdigkeiten der Welt – vom Eiffelturm bis zur Brooklyn Bridge – zu wackeln, zu schaukeln, sogar zu tanzen. Die Architektur gerät aus den Fugen.“)
Als Kellner 2006 nach Mexiko reiste, um dort wichtige Bauwerke zu fotografieren, konstatierte ein Kritiker, dass seine Fotos denen nach dem Erdbeben in Mexiko-Stadt 1985 sehr ähnlich sehen. „Kellners Fotowerke werden oft als Zerstörung von Wahrzeichen der menschlichen Kultur interpretiert. Aus diesem Blickwinkel scheinen seine Fotowerke eine optische Offenbarung der Angreifbarkeit und Zerbrechlichkeit der Kultur bzw. ihres Zusammenbruchs zu sein.“ Tanz und Zerstörung liegen also in den Werken Kellners dicht beisammen.
Die Wahrnehmung von großen Objekten ist für den Menschen in der Regel nicht mit einem einzigen Blick erfassbar. Erst indem das Auge wandert und eine „Gesamtschau“ aus vielen verschiedenen Eindrücken summiert, wird das dargestellte Objekt deutlich: „Unser Gehirn ergänzt einlaufende Sinnesinformationen zu einem einheitlichen Ganzen und schreibt dieser Wahrnehmung Bedeutung zu.“
Kellner zeigt nicht nur genau dieses Zusammensetzen von Einzelbildern zu einer Gestaltwahrnehmung in seinen Werken, sondern der Betrachter selbst stellt diese Erfahrung beim Betrachten einer Kellner-Fotografie aktiv nach. Auch seine Augen bewegen sich ständig zwischen der Wahrnehmung der Einzelbilder und der Gesamtaufnahme hin und her, und die Fotografien Kellners können so als eine Art Versuchsanordnung für ein unmittelbares Erleben dessen wahrgenommen werden, was passiert, wenn wir große Objekte sehen: „Es ist kein Zufall, wenn Kellners Arbeiten wie zusammengesetzte Puzzle aussehen sollten. Sie regen den nachdenklichen Betrachter dazu an, die Bedeutung dieser architektonischen Meilensteine sowohl visuell als auch intellektuell zu enträtseln. Wir dekodieren die Szenen aus den Fragmenten, die er zusammenfügt, aus den automatischen Erwartungen, die unser Gehirn vorgibt, und aus den mehr oder weniger vagen Erinnerungen, die wir an diese Bauten haben.“

## Werke in Sammlungen
- George Eastman House. Museum für Film und Fotografie,[24] Rochester, USA
- Museum of Fine Arts, Houston,[25] Houston, USA
- Sammlung Schupmann. Fotografie in Deutschland nach 1945,[26] Bad Hersfeld, Deutschland
- The Art Institute of Chicago: Collection of Photography,[27] Chicago, USA
- Worcester Art Museum,[28] Worcester, Massachusetts, USA
- Fox Talbot Museum, Lacock Abbey,[29] England
- Library of Congress,[30] Washington, USA

## Einzelausstellungen
- 2002: Griffin Museum of Photography,[31] Winchester, USA
- 2003: Monuments,[32] Rosenberg & Kaufmann Fine Art, New York, USA
- 2006: Tango Metropolis,[33] Cohen Amador Gallery, New York, USA
- 2006: Tango Metropolis,[34] Stephen Cohen Gallery, Los Angeles, USA
- 2008: Thomas Kellner: Architectural Photos,[35] Schneider Gallery, Chicago, USA
- 2010: Brasilia: 50 Jahre moderne Utopie (Brasília: 50 anos de uma utopia moderna),[9] Espaço Cultural Contemporâneo – ECCO, Brasilia, Brasilien
- 2012: Small wonders,[36] Photography Museum of Lishui, Lishui, Volksrepublik China
- 2013: Genius Loci,[37] Museum of Photography Metenkov House, Jekaterinburg, Russland
- 2017: Fractured Architecture,[38] The Fox Talbot Museum, Lacock Abbey, England
- 2017: Black and White,[39] Reykjavik Museum of Photography, Reykjavík, Island
- 2018: Tango Metropolis,[40] Conny Dietzschold Gallery, Sydney, Australien
- 2019: All shook up: Thomas Kellner's America,[41] American Museum in Britain, Claverton Manor, Bath, England

## Ausstellungsbeteiligungen
- 2002: Vues d’architecture,[42] Musée de Grenoble, Frankreich
- 2004: Ars & Archittetura 1900–2000,[43] Palazzo Ducale, Genua, Italien
- 2004: Pieced Together: Photomontages from the Collection,[44] Art Institute of Chicago, USA
- 2005: New to View: Recent Aquisitions in Photography,[45] Worcester Art Museum, Worcester, USA
- 2008: A mind at play,[46] Art Institute of Chicago, USA
- 2010: Madrid Oh Cielos!,[47] Círculo de Bellas Artes, Madrid, Spanien
- 2011: Fotografias – Coleção Joaquim Paiva,[48] Museu de Arte Moderna do Rio de Janeiro, Brasilien
- 2013: After Photoshop: Manipulated Photography in the Digital Age,[49] Museum of Fine Arts, Houston, USA
- 2015: Gifts from Nancy and Tom O’Neil,[50] Baltimore Museum of Art, Baltimore, USA
- 2016: Die Grosse,[51] Museum Kunstpalast, Düsseldorf, Deutschland
- 2018: Landschaft, die sich erinnert,[52] Museum für Gegenwartskunst, Siegen, Deutschland
- 2018: Analog Schwarzweiss: Fotografie in Westdeutschland 1945 bis 2000 aus der Sammlung Schupmann,[53] Kunsthalle Erfurt, Erfurt, Deutschland